# Спрингвейл (Миннесота)
Спри́нгвейл (англ. Springvale) — тауншип в округе Исанти, Миннесота, США. В 2010 году его население составляло 1447 человек.

## География
По данным Бюро переписи населения США площадь тауншипа составляет 91,5 км², из которых 90,3 км² занимает суша, а 1,2 км² — вода (1,36 %).

## Население
| Год переписи | Нас. |  | %±    |
| ------------ | ---- |  | ----- |
| 1980         | 1046 |  | —     |
| 1990         | 1113 |  | 6,4%  |
| 2000         | 1384 |  | 24,3% |
| 2010         | 1447 |  | 4,6%  |
| 2014         | 1549 |  | 7%    |

По данным переписи 2010 года население Спрингвейла составляло 1447 человек (из них 52,3 % мужчин и 47,7 % женщин), в тауншипе было 547 домашних хозяйств и 420 семей. На территории тауншипа было расположено 578 построек со средней плотностью 6,3 построек на один квадратный километр. Расовый состав: белые — 98,1 %, афроамериканцы — 0,3 %, коренные американцы — 0,4 %, азиаты — 0,3 % и представители двух и более рас — 0,8 %.
Население города по возрастному диапазону по данным переписи 2010 года распределилось следующим образом: 22,5 % — жители младше 18 лет, 3,4 % — между 18 и 21 годами, 61,3 % — от 21 до 65 лет и 12,8 % — в возрасте 65 лет и старше. Средний возраст населения — 43,0 года. На каждые 100 женщин в Спрингвейле приходилось 109,7 мужчин, при этом на 100 совершеннолетних женщин приходилось уже 110,9 мужчин сопоставимого возраста.
Из 547 домашних хозяйств 76,8 % представляли собой семьи: 66,5 % совместно проживающих супружеских пар (24,7 % с детьми младше 18 лет); 4,0 % — женщины, проживающие без мужей и 6,2 % — мужчины, проживающие без жён. 23,2 % не имели семьи. В среднем домашнее хозяйство ведут 2,65 человека, а средний размер семьи — 2,98 человека. В одиночестве проживали 17,0 % населения, 4,2 % составляли одинокие пожилые люди (старше 65 лет).

## Экономика
В 2014 году из 1286 человек старше 16 лет имели работу 815. При этом мужчины имели медианный доход в 54 375 долларов США в год против 39 911 долларов среднегодового дохода у женщин. В 2014 году медианный доход на семью оценивался в 75 000 $, на домашнее хозяйство — в 71 071 $. Доход на душу населения — 29 431 $ в год. 2,8 % от всего числа семей в Спрингвейле и 5,5 % от всей численности населения находилось на момент переписи за чертой бедности.